# Роберт Кубица
Ро̀берт Ю̀зеф Кубѝца (на полски: Robert Józef Kubica) е полски рали пилот и пилот от Формула 1. Роден е на 7 декември 1984 г. в Краков, Полша. Състезава се за отбора на М-Спорт Форд. Висок е 1.84 м и тежи 73 кг.

## Кариера
Роберт Кубица започва кариерата си през 1995 година, когато се включва в състезания по картинг. През 2000 година започва да се състезава в италианската Формула Рено, а през 2003 година вече е в сериите Формула 3. Истинска популярност Кубица придобива, когато през 2005 година участва в Световните серии с екипа на Рено.
С победи в Золдер, Билбао и Ошерслебен, където дори има два успеха, Кубица печели и титлата. Освен това достига до второ място в Макао, а в края на сезона става тест-пилот на Рено. През следващата година БМВ-Заубер привлича младия пилот, който започва тестове с тима. Полякът доказва, че това решение е било правилно, след като върти постоянно бързи обиколки.
Сезон 2006 е сътрудничество с екипа на BMW Sauber и преминаване към колата F1 06. В началото Роберт Кубица беше третият пилот в отбора, отговорен за тестовете. По-късно той получи шанс да започне. В едно от състезанията той завърши трети и се върна от състезанието на 16-то място.
След като Жак Вилньов напуска тима след състезанието за Гран при на Германия, през лятото на 2006 година Кубица се превръща в основен пилот на БМВ и се състезава редом с Ник Хайдфелд. В дебюта си в Унгария, Кубица печели осмо място, но впоследствие резултатът му е отменен, тъй като болидът му е бил с два килограма по-лек от допустимото. В Италия Кубица дори се качва на почетната стълбичка, след като успява да спечели трето място. В Китай, полякът също е близо до място на подиума, но грешка при избора на гумите му коства доброто класиране.
На 6 февруари 2011 година полякът претърпява тежка катастрофа по време на рали Ronde di Andora (Италия). Кубица управлява Шкода Фабиа С2000, когато в първия етап катастрофира с голяма скорост. Според източници от неговия екип, Роберт е откаран в болница, но през цялото време е бил в съзнание и контактен. Навигаторът на поляка Якуб Гербер е невредим след катастрофата.
През пролетта на 2012 се завръща в автомобилните спортове, но само в ралитата, защото състоянието му не му позволява да управлява болид от Формула 1. Тогава се състезава в Италианския Рали шампионат със Субару Импреза ВРЦ. През 2013 се състезава за отбора на Лотос със Ситроен ДС3 РРЦ в Европейския Рали шампионат и в поддържащия шампмионат на Световния Рали шампионат, а именно WRC2. В последния кръг от Световния Рали шампионат участва за отбора на Ситроен, карайки по-големият брат на ДС3 РРЦ — ДС3 ВРЦ. По време на 10-ия етап той катастрофира, но успява да привлече вниманието на Форд и от тази година (2014) се състезава точно за заводския отбор на Форд в Световния Рали шампионат.

## Статистика
Официалният дебют на Кубица е на пистата Хунгароринг в Унгария през 2006 г. На 10 юни 2007 г. по време на Гран при на Канада Кубица претърпява брутална катастрофа, от която се оттървава само със сътресение и навехнат глезен. На един от завоите полякът навлиза с висока скорост около 250 км в час, закача задницата на автомобила на Рубенс Барикело. Болидът на поляка става неуправляем и се блъска в предпазните бетонни огради на пистата малко преди обратния завой. Единственото нещо което го спира да се състезава в следващото състезание е лекарска забрана. Кубица се отървава от този инцидент благодарение на здравите кокпити и защитната яка около главата му.
Сезон 2008 се оказва доста успешен за пилота. Първият успех за поляка е в квалификациите на Гран при на Австралия, когато се класира 2-ри, но не завършва състезанието в неделя, заради сблъсък с Казуки Накаджима. По време на Гран при на Малайзия финишира втори. На 5 април 2008 на Гран при на Бахрейн той печели пол позишън за първи път в кариерата си. На 25 май 2008 на Гран при на Монако финишира 2-ри, стартирайки от 5-а позиция. На 8 юни 2008 на Гран при на Канада, Роберт Кубица отбелязва своята първа победа, след като стартира от 2-ра позиция и това го прави един от претендентите за титлата. Полския пилот и Кими Райконен спират на изхода на пит лейна, чакайки зелена светлина, за да потеглят. Но Хамилтън движещ се с висока скорост, не спира на пит лейна и удря болида на Кими Райконен. След което и двамата отпадат от състезанието, а Кубица продължава, намиращ се на добра позиция и завършва състезанието като победител. В Гран при на Франция, той завършва 5-и, съобщавайки, че причината за това е проблем с колата. В състезанието за голямата награда на Япония води колоната от болиди, но завършва 2-ри. Потвърдено е оставането на Робърт Кубица в БМВ-Заубър за сезон 2009.
След отказването на немските автомобилни проиводители БМВ през сезон 2010 година Кубица преминава в Рено като съотборник му е руснака Виталий Петров. Малко преди предсезонните тестове на сезон 2011 става ясно, че отбора се преструктуира като Лотус Рено и ще се състезава с легендарните разцветки на Лотус от 80-те години. Тъй като полякът претърпява тежка катастрофа в рали Ронде ди Андора в Италия (с автомобил Шкода Фабиа S 2000) той няма да се състезава и мястото му ще бъде заето от бившия му съортборник от Заубер Ник Хайдфелд.
Сезон 2012 ще започне без Кубица. Въпреки че полякът се възстановява с темпове, които изненадват дори и лекарите, той не е готов да заеме мястото си в отбора на Лотус (бившия отбор на Рено). След близо едногодишно лечение, полякът все още не се е възстановил напълно. Усилената рехабилитация, специалният тренировъчен режим и неговата лична мотивация му помагат да върти обиколки с рали автомобил в началото на 2012 г. Титулярни пилоти на тима за 2012 са световният шампион за сезон 2007 Кими Райконен и шампионът в сериите GP2 (за 2011 г.) Ромен Грожан.